# 男はつらいよ 寅次郎かもめ歌
『男はつらいよ 寅次郎かもめ歌』（おとこはつらいよ とらじろうかもめうた）は、1980年12月27日に公開された日本映画。『男はつらいよ』シリーズの26作目。

## あらすじ
寅次郎が旅先で見た夢では、時代劇の柴又村に水害が起こり、代官の命令で、村で一番美しい娘である「おさく」が天狗様への人身御供になることになる。旅の者の寅次郎は、おさくの代わりにつづらに入り、悪だくみをしていた代官たちを捕まえる。そして、おさくの生き別れの兄だと名乗り出る。
柴又に帰ってきた寅次郎は、さくら・博が一戸建てを購入したこと、そしてそのうちの一部屋は自分が宿泊できるように用意されているということを聞き、感激する。祝いとして、源公から強制的に借用して二万円を出すが、博たちは、その気持ちに感謝しつつも、「大金すぎる」と釣りを返そうとする。互いの思いやり合いでの不幸なすれ違いが原因で怒ってしまった寅次郎は、再び旅に出る。
寅次郎は、江差追分の全国大会が開催されている江差へ啖呵売に行く。そこでテキヤ仲間の一人が寂しく死んでいったのを聞いて、人生の儚さに深い哀れみを覚え、線香の一本もあげてやろうと奥尻島を訪れて、忘れ形見のすみれ（伊藤蘭）と出会う。
幼い頃に母も家を出ていることから、頼る者のいないすみれの、東京に出て働きながら定時制高校で学びたいという願いにほだされた寅次郎は、すみれを連れて東京へ戻り、とらやの面々に協力を仰いで、就職の世話や高校の入学手続きに奔走する。さくらや博から編入試験のための勉強を教わったすみれは、試験から逃げ出したいと弱気になったこともあったが、このままの人生でいいのかという寅次郎の発破にも応えて、晴れて試験に合格し、とらやに住みながらの学校生活が始まる。すみれの様子が気になる寅次郎は、毎晩教室へ顔を出すうちに、クラスメイトや教師らとも顔見知りになり、打ち解けていく。
そんなある日、すみれの友人を名乗る男・貞夫（村田雄浩）からとらやに電話が入る。さくらからすみれの勤め先を聞き出して連絡を取った貞夫は、登校してきたすみれと再会する。恋人同士だった二人は過去の行き違いから喧嘩していたが、一緒に暮らしてくれという貞夫の真摯な気持ちに打たれたすみれは、自分もまだ貞夫のことが好きだと告白し、二人は抱き合う。夜になってもとらやに帰ってこないすみれを心配し、寅次郎は慌てふためく。翌朝、戻ってきたすみれは心配をかけたことを皆に謝るが、一晩中男と一緒にいた事を知って、寅次郎は怒りだす。しかし、すみれの口から貞夫と結婚する意志があることを聞くと、寅次郎は再び旅に出る決意を固め、身支度を始める。泣きながら謝るすみれに、「幸せになれるんだろうな、お前。もしならなかったら、俺、承知しないぞ」と励まし、とらやを出て行く。
正月になり、すみれと貞夫がとらやを訪れ、３月に結婚式を挙げると報告する。貞夫の真面目そうな様子は、寅次郎も気に入るタイプと、とらやの人びととタコ社長が太鼓判を押す。すみれは、結婚しても定時制の高校に通う気持ちは捨てていなかった。一方、寅次郎から、源公ととらやに年賀状が来る。源公には、借金の返済はもう少し待ってほしいが、利息をつけて必ず返すとの内容。博とさくらには、すみれが幸せで暮らせるように見守ってあげてほしいと、「父親代わり」としてお願いする文面であった。

## 逸話
- タイトルの「かもめ歌」は、江差追分のこと。「♪かもーめー」から始まる節があり、劇中でも再三披露されている。
- 本作では、さくら夫婦がローンで念願の一戸建てのマイホームを購入。2階の一部屋は満男の部屋で、もう一部屋は寅次郎の部屋であった。
- 第2作から満男を演じた中村はやとは、本作をもって降板する。
- 第1作から様々な役柄で登場していた関敬六が、本作以降は寅次郎のテキヤ仲間のポンシュウ 役で固定される[注 1]。
- 松村達雄の先生が授業で読み上げる詩は、濱口國雄の「便所掃除」である。
- 定時制高校を気に入った寅次郎が入学を希望し提出した際の願書から、寅次郎の生年月日が1940年（昭和15年）11月29日と判明する[注 2]。しかし、寅次郎は中学中退のため願書は受け付けられなかった。
- 同時上映の『土佐の一本釣り』には田中好子が出演しており、キャンディーズの元メンバーの二人が出演する２本の作品が同時上映される形となった。
- DVDの特典映像では、カットされたシーン、改変になったシーンを見ることができる[3]。
  - 例を挙げると、テキ屋時スカーフが売れるシーン、スカーフを被って湾を見下ろすシーン、すみれの入浴シーン[注 3]など。
- 使用された楽曲
  - 正調江差追分：前唄・本唄・後唄があるが、第18回江差追分全国大会で後唄、本唄が聞こえる。
    - （本唄）ソイソイ。かもめの啼く音に ふと眼をさまし あれが蝦夷地の 山かいな。
    - （後唄）松前江差の かものも島はネエ 地からはえたか 浮き島か。

  - イングランド民謡『埴生の宿』：原題の『ホーム・スイート・ホーム』あるいは「楽しき我が家」という訳題でも知られる。歌詞なしの弦楽合奏。寅次郎がさくらの新居を見学する時、流れる。
  - 長渕剛『順子』：さくら、社長がすみれに付き添って、アルバイトの面接で訪れたコンビニでバックに流れる。
  - ジングルベル：すみれが寅さんを見送る商店街

## スタッフ
- 監督・原作：山田洋次
- 脚本：山田洋次、朝間義隆
- 音楽：山本直純

## キャスト
- 車寅次郎：渥美清
- 諏訪さくら：倍賞千恵子
- 水島すみれ：伊藤蘭（キャンディーズ元メンバー）- 寅さんのテキヤ仲間「シッピンの常」こと水島常吉の娘。函館の高校を中退。奥尻島の水産加工場で働いていた。
- 車竜造：下條正巳
- 車つね：三崎千恵子
- 諏訪博：前田吟
- 社長（桂梅太郎）：太宰久雄
- 諏訪満男：中村はやと
- 源公：佐藤蛾次郎
- 代官：吉田義夫
- テキ屋の忠さん：関敬六
- 中年の生徒：梅津栄 - 寅さんが先生と間違える葛飾高校定時制生徒。すみれのクラスメイト。
- スルメ工場のおばさん：あき竹城 - 奥尻島の川崎水産・イカ加工場
- 国勢調査のおばさん：杉山とく子
- 隣家の主人：林家珍平 - さくら夫婦が購入した一戸建ての隣人。
- 若い先生：伊藤敏孝 - 葛飾高校定時制、英語担当。すみれの入学試験の面接官。
- ボクサー：津嘉山正種 - 冒頭江戸川土手でサインをしている
- トレーナー：久世龍之介
- テキ屋・越中：小野泰次郎
- 生徒：高野浩幸 - 葛飾高校定時制。すみれのクラスメイト。
- 生徒：光石研 - 葛飾高校定時制。すみれのクラスメイト。
- 印刷工・中村：笠井一彦
- 印刷工：羽生昭彦
- 印刷工：木村賢治
- テキ屋・マコト：篠原靖夫
- 遠藤正登
- 夢の村民・コンビニの店長：加島潤
- 江戸家：高木信夫
- 生徒：田中美佐 - 葛飾高校定時制。すみれのクラスメイト。
- 酒井栄子
- 夢の村民・ホテル奥尻仲居・メガネのご近所さん：谷よしの
- 村の村民：秩父晴子
- 村の村民・ご近所さん：後藤泰子
- 青山巡査：米倉斉加年 - 柴又交番勤務。長万部出身。
- 菊地貞夫：村田雄浩 - すみれとは函館の高校時代の同級生で、恋人。現在は函館で大工をしている。
- すみれの母：園佳也子 - すみれが3歳の時に別れた母。
- 林先生：松村達雄 - 葛飾高校定時制の国語教師。
- 御前様：笠智衆
- 村の村民・ご近所さん：大杉侃二郎（ノンクレジット）
- 江差追分名人：青坂満（ノンクレジット）
- 備後屋：露木幸次（ノンクレジット）

※公開時のプレスシートより転載

## ロケ地
- 葛飾区柴又(さくらの家、南葛飾高校、五兵衛橋、セブンイレブン)
- 北海道檜山郡江差町(江差港、かもめ島頂上)、奥尻郡奥尻町(稲穂岬、奥尻港、賽の河原)
- 徳島県鳴門市(厳島神社、霊山寺、鳴門スカイライン展望台)

『男はつらいよ　寅さん読本』1992、p.629より

## 同時上映
- 『土佐の一本釣り』

## 記録
- 観客動員：188万9000人[4]
- 配給収入：13億8000万円[1]（13億7000万円[4]とも）